# Анте (име)
Анте је хрватско мушко име, изведено од имена Антон. У Србији је ово име изведено од имена Антоније. На енглеском говорном подручју, ово је варијанта имена Anthony.

## Популарност
У Хрватској је ово име било врло популарно током двадесетог века, а најчешће се јавља у Сплиту, Загребу и Шибенику. У Словенији је 2007. било на 369. месту по популарности. У јужној Аустралији било је на 548. месту по популарности 2000. године, а седам година касније на 663.